# Apatura iris
A borboleta-imperador (Apatura iris) é uma espécie de insetos lepidópteros, mais especificamente de borboletas pertencente à família Nymphalidae.
A autoridade científica da espécie é Linnaeus, tendo sido descrita no ano de 1758.
Trata-se de uma espécie presente no território português.

## Descrição

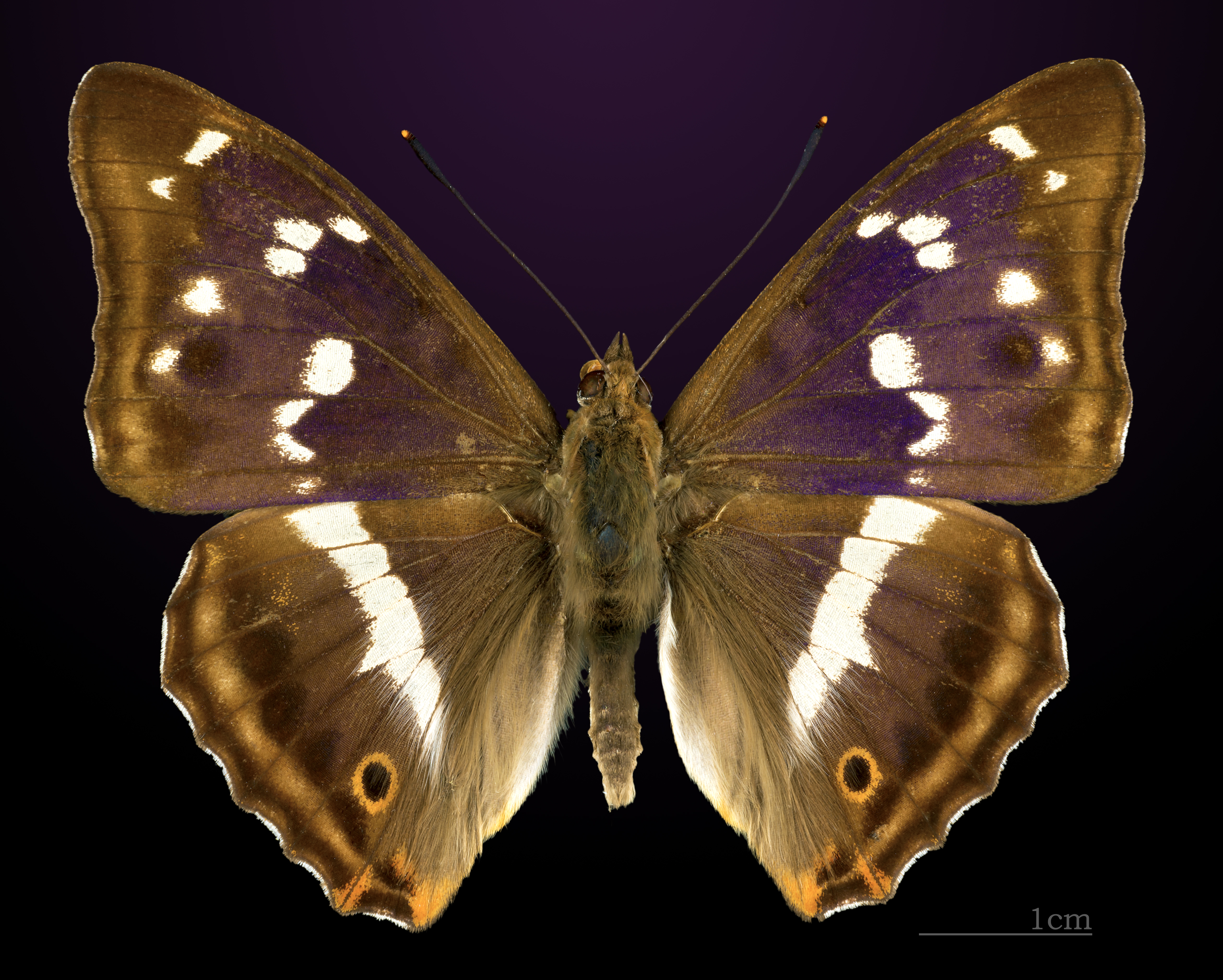
Apatura iris
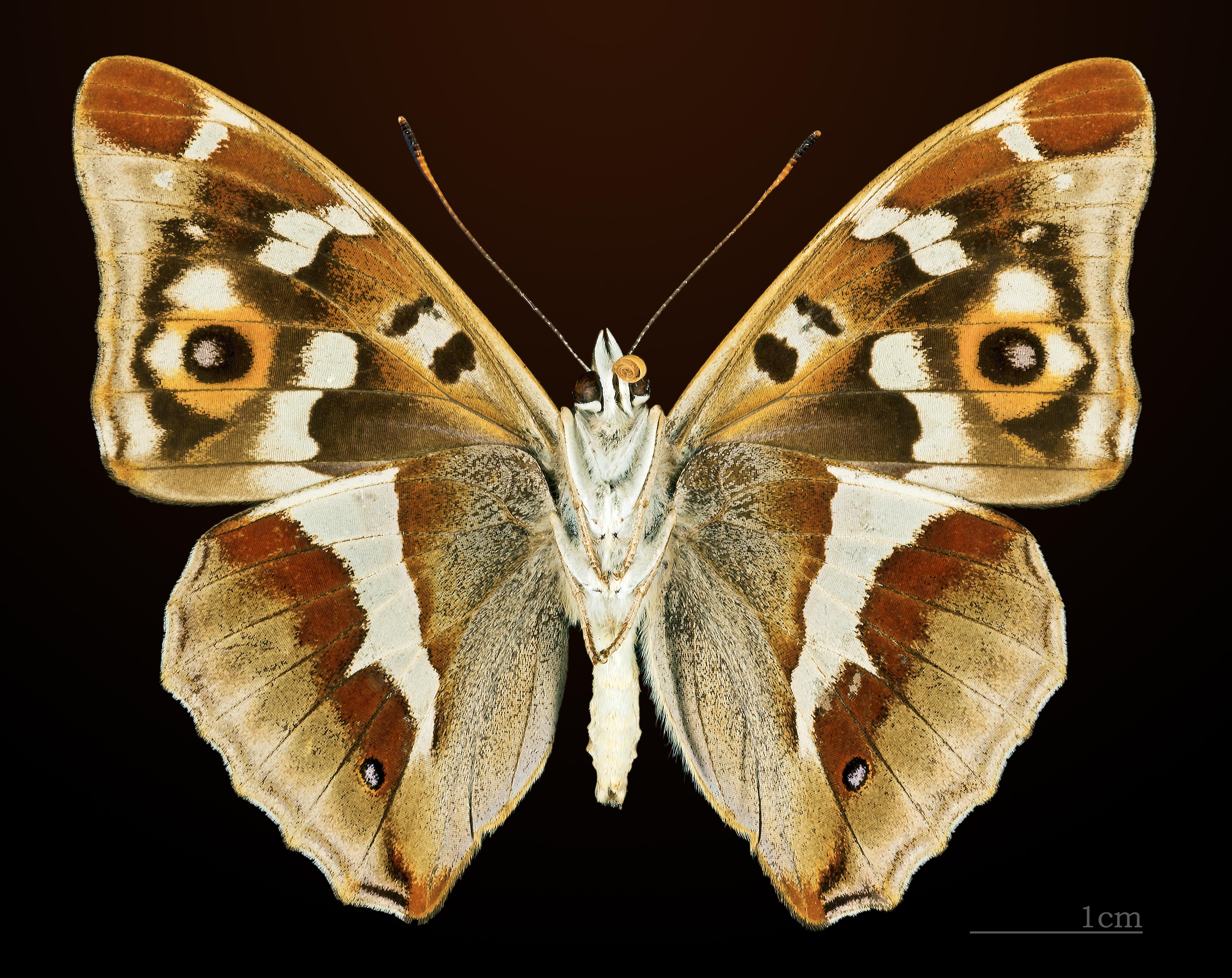
△ Apatura iris

## Distribuição
Apatura iris tem uma distribuição ampla em bosques densos de plantas latifoliadas na Europa Central e em locais temperados da Ásia, incluindo nas parte central e ocidental da China.

## Alimentação
A espécie tem diversas plantas hospedeiras, entre as quais espécies do género Alnus e também Populus e Salix, como por exemplo Populus tremula, Salix aurita, Salix caprea e Salix cinerea.

## Subspécies
- Apatura iris iris
- Apatura iris bieti Oberthür, 1885
- Apatura iris xanthina Oberthür, 1909
- Apatura iris kansuensis O. Bang-Haas, 1933
- Apatura iris amurensis Stichel, [1909]

## Sinónimos
A espécie tem os seguintes sinónimos:
- Apatura lutescens Schultz, 1904
- Apatura pseudoiris Verity, 1913
- Apatura salicis Fabricius, 1807
- Papilio suspirans Poda, 1764